# Vellinge samrealskola
Vellinges samrealskola var en realskola i Vellinge verksam från 1931 till 1970.

## Historia
Skolan inrättades 1927 som en högre folkskola, vilken 1 juli 1931 ombildades till en kommunal mellanskola.  Denna ombildades från 1944 successivt till Vellinge samrealskola.
Realexamen gavs från 1932 till 1970.